# Cerebratulus croceus
Cerebratulus croceus är en djurart som tillhör fylumet slemmaskar, och som beskrevs av Grube 1864. Cerebratulus croceus ingår i släktet fläsknemertiner, och familjen Cerebratulidae. Inga underarter finns listade i Catalogue of Life.